# جيفري مايرز
جيفري مايرز (بالإنجليزية: Jeffrey Meyers)‏ هو صحفي وناقد سينمائي أمريكي، ولد في 1939 في نيويورك في الولايات المتحدة.